# باول كورنو
باول كورنو (بالإنجليزية: Paul Cornu)‏ (و. 1881 – 1944 م) هو مهندس، ومهندس فضاء جوي، وطيار زيمبابوي، توفي في ليزيو، عن عمر يناهز 63 عاماً.

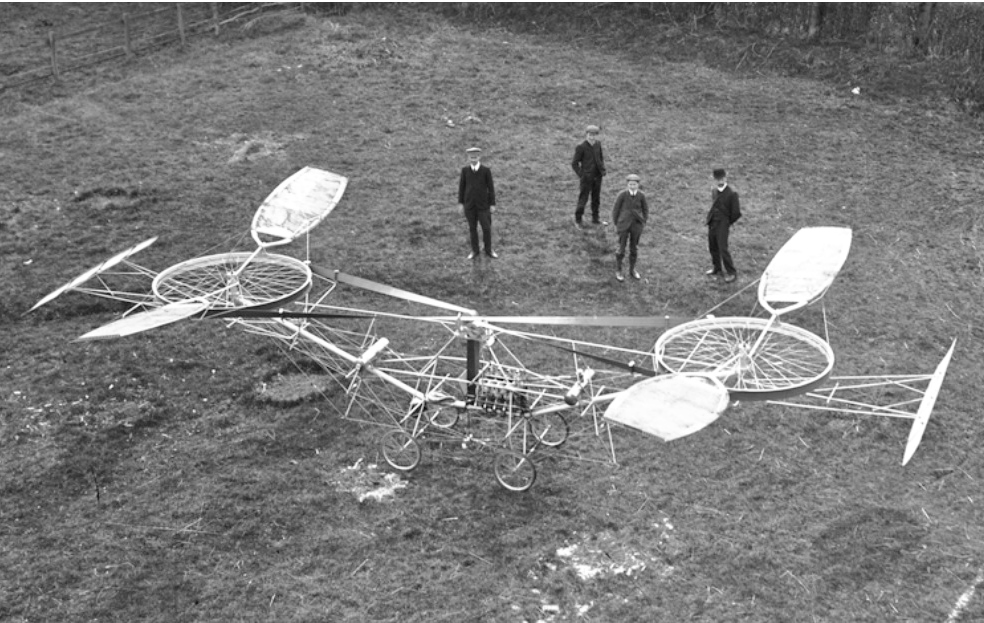

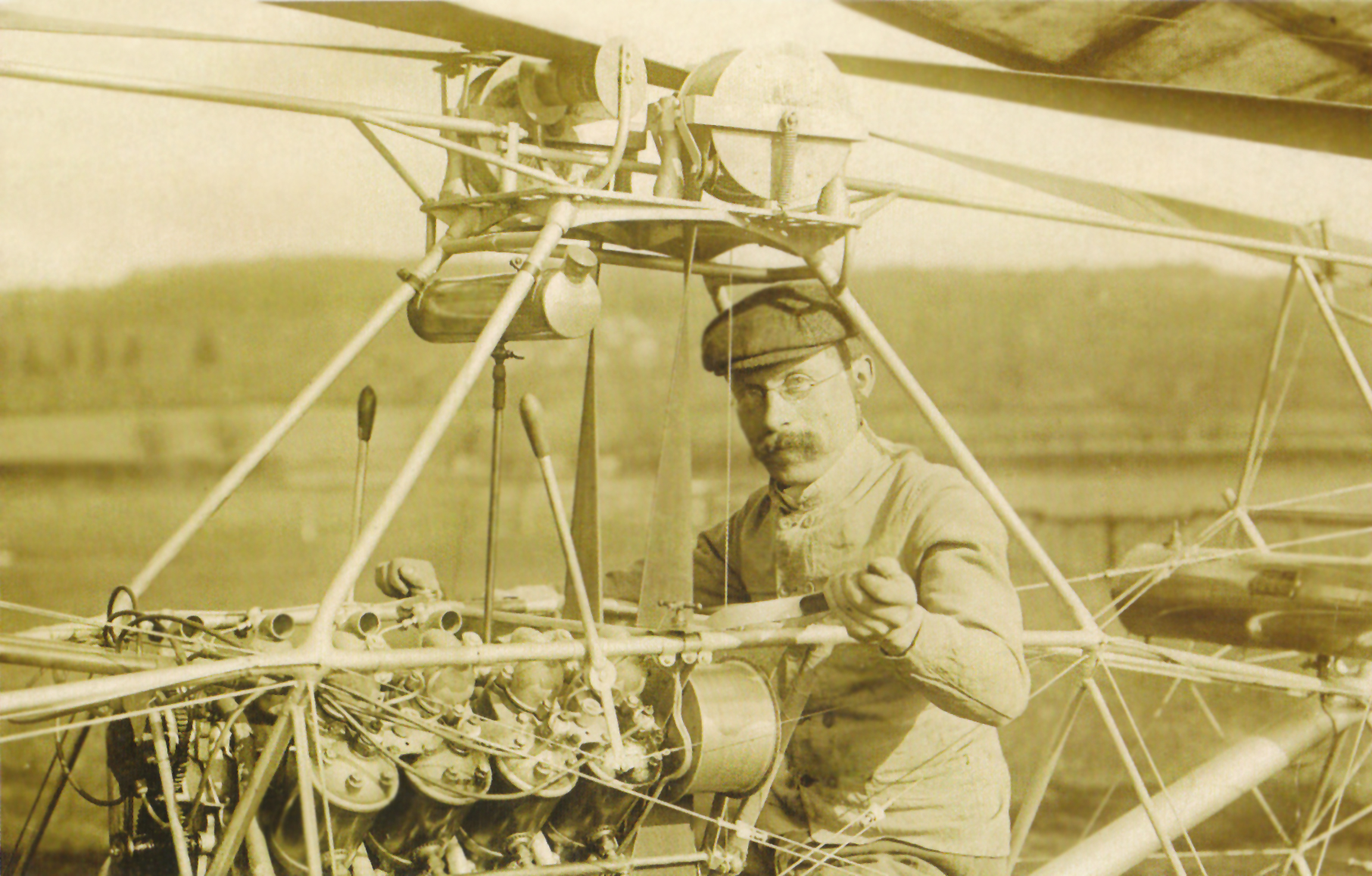